# Gehyra membranacruralis
Gehyra membranacruralis là một loài thằn lằn trong họ Gekkonidae. Loài này được King & Horner mô tả khoa học đầu tiên năm 1989.